# 圭尔奇诺
乔瓦尼·弗朗切斯科·巴尔别里（義大利語：Giovanni Francesco Barbieri；1591年2月8日—1666年12月22日），人称圭尔奇诺（義大利語： [ɡwerˈtʃiːno] ⓘ 或 ），巴洛克时期意大利画家。圭尔奇诺与卡拉奇三兄弟、圭多·雷尼、弗朗切斯科·阿爾巴尼、多梅尼基諾和乔瓦尼·兰弗兰科同为艾米利亚画派最伟大的画家之一。

## 画作

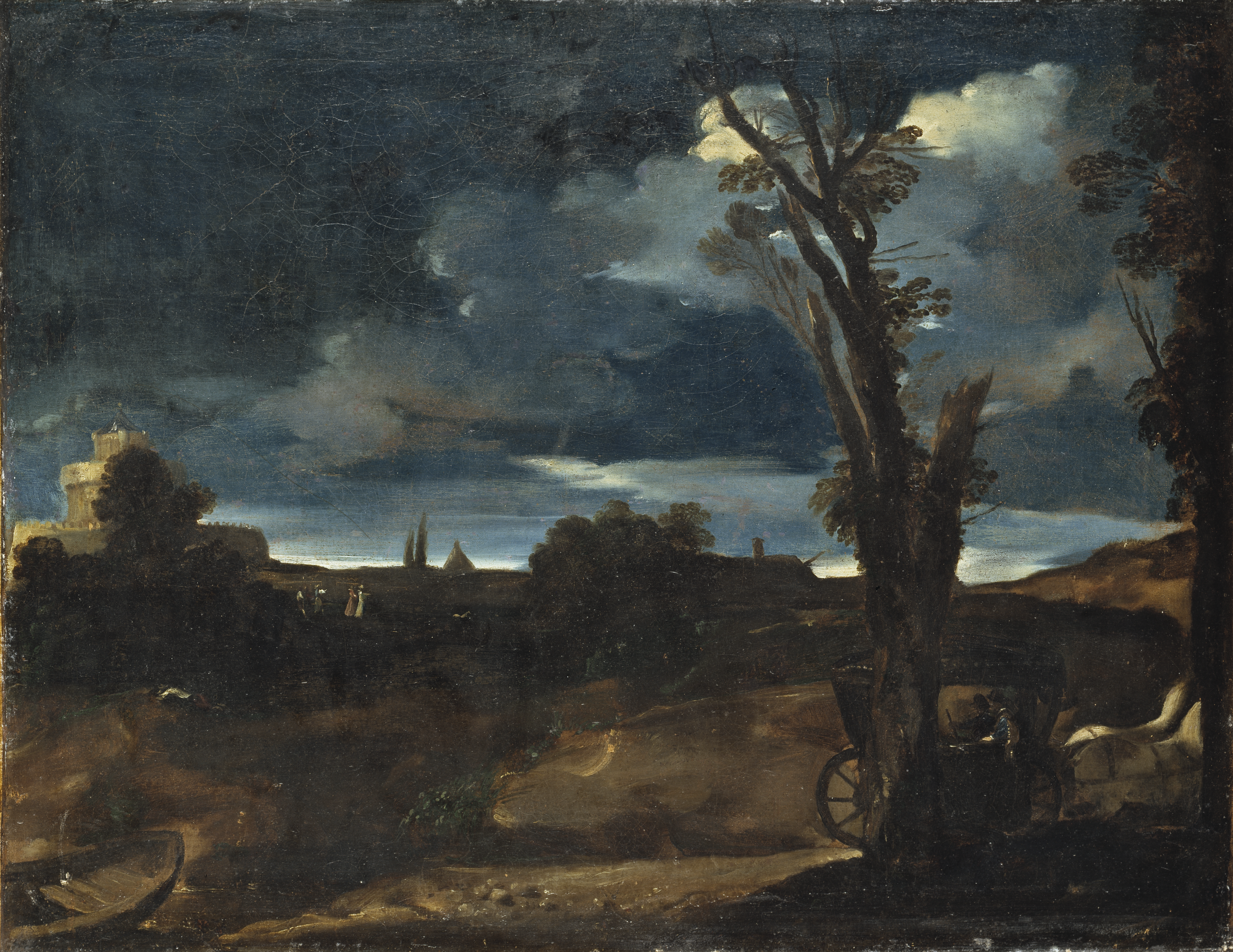
布面油画《月光下的风景》，约1616年，今藏于瑞典國立博物館
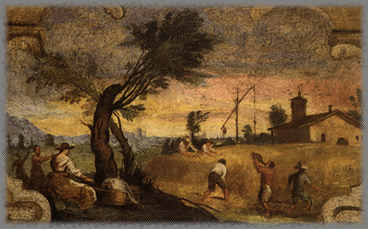
濕壁畫（已转至画布）《收获》，1615年–1617年
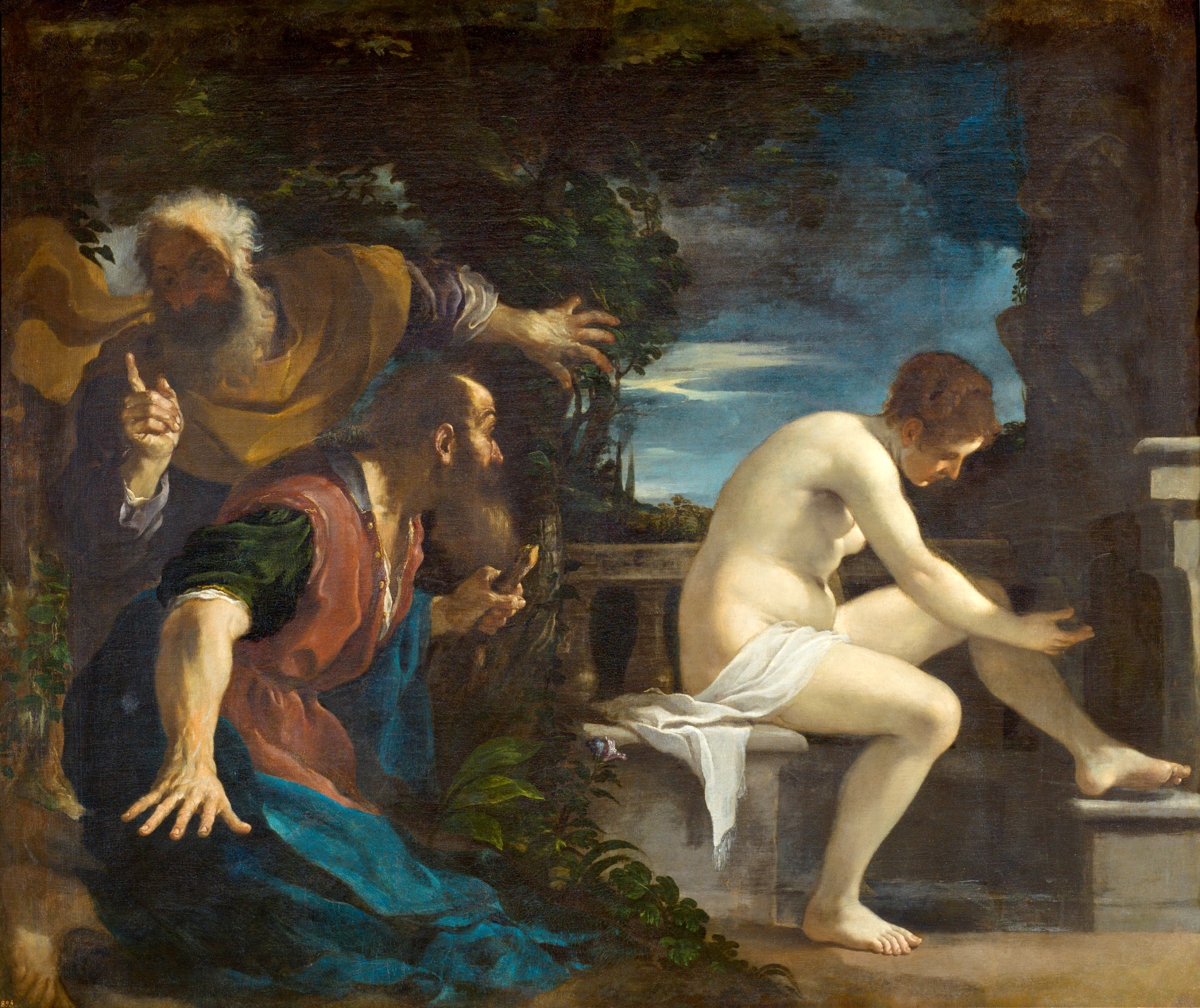
布面油画《苏珊娜和长老》，圭尔奇诺在博洛尼亚为红衣主教亚历山德罗·卢多维西（未来的教宗額我略十五世）创作，今藏于西班牙马德里普拉多博物馆
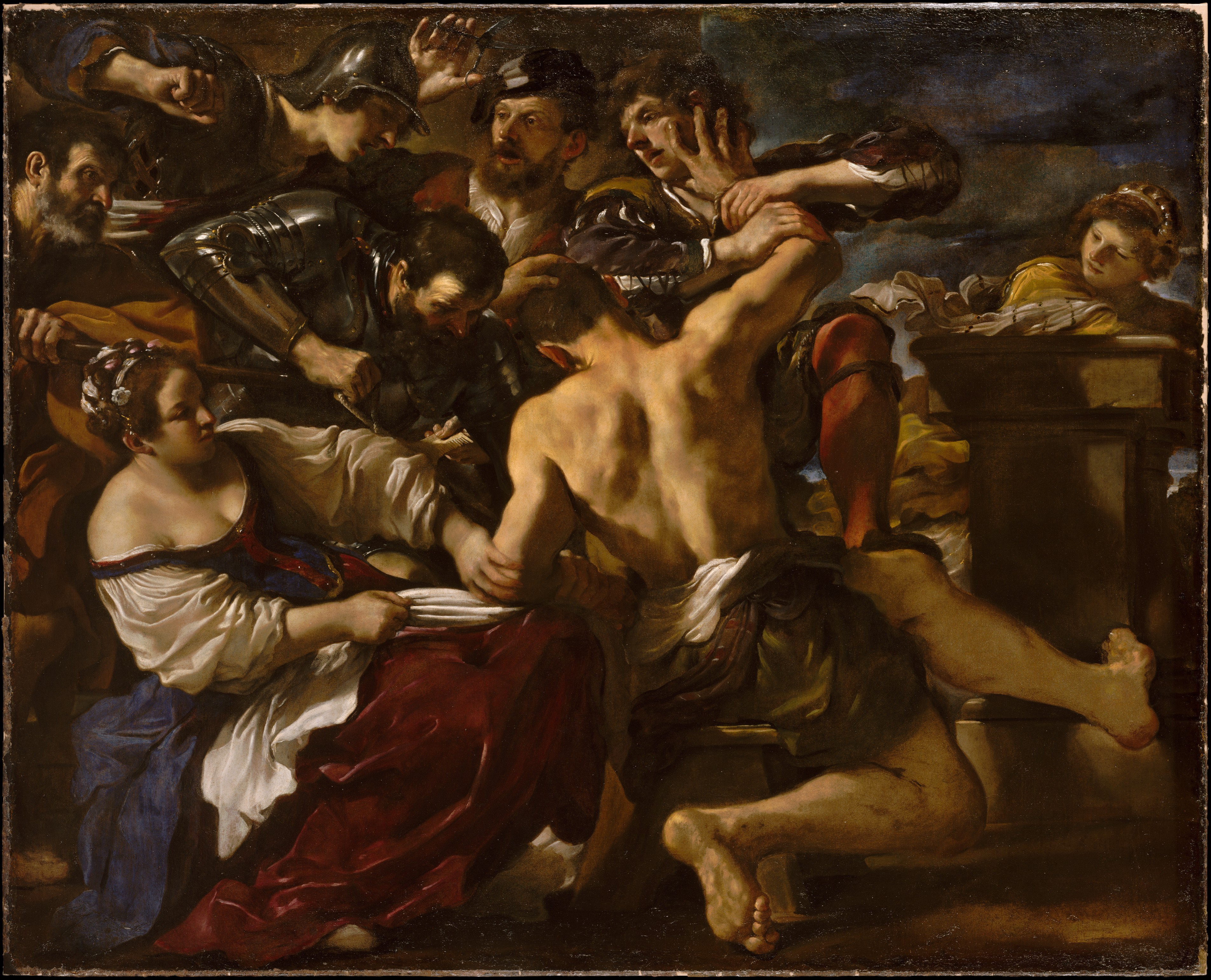
《参孙被非利士人抓走》，1619年

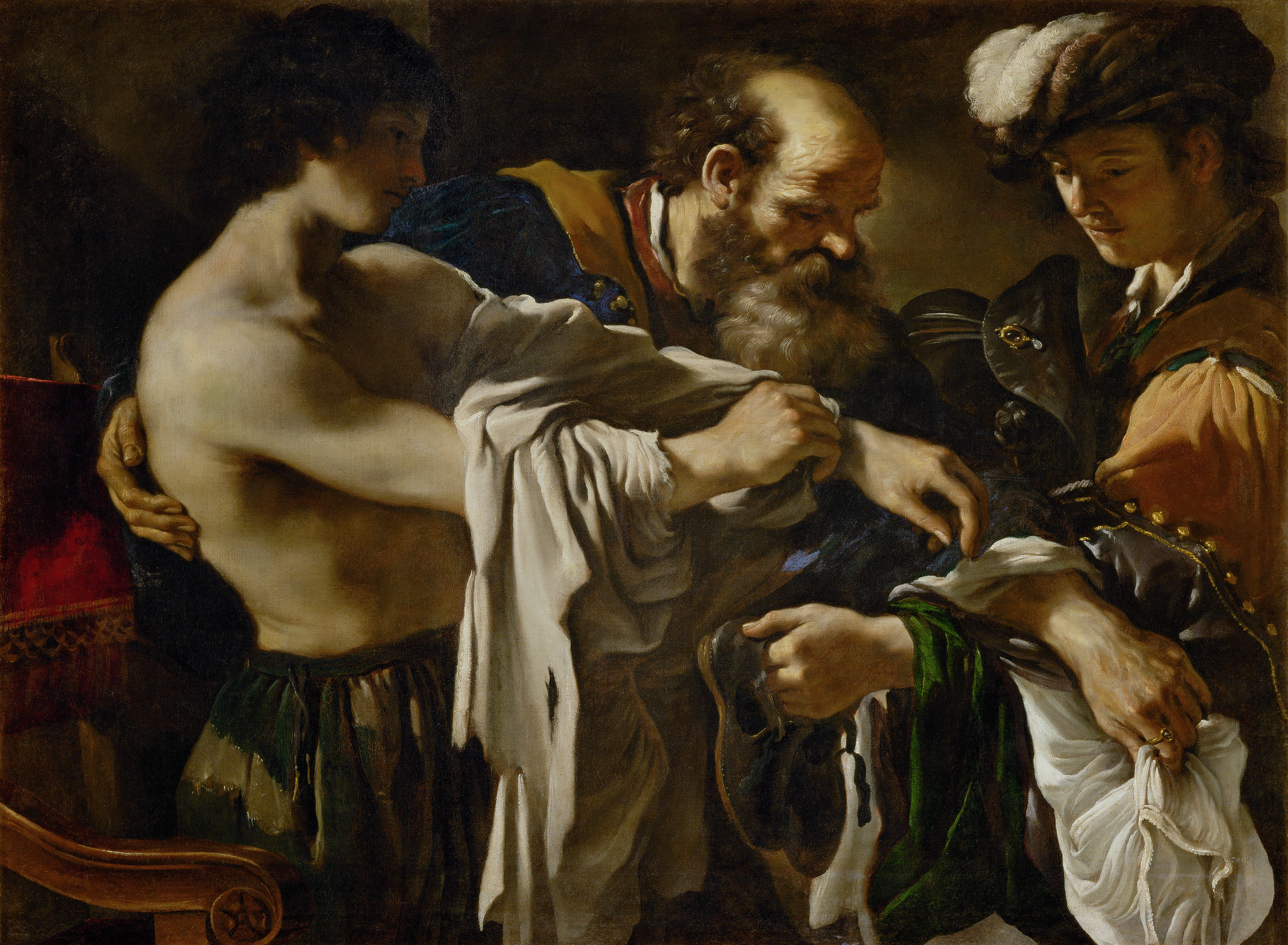
《浪子回头》，1619年
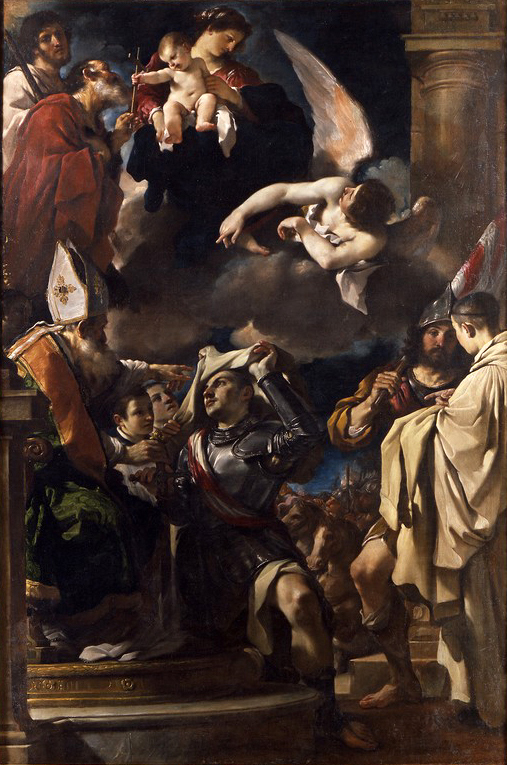
《圣纪尧姆（法语：Guillaume de Gellone）接受修道士服》，1620 年
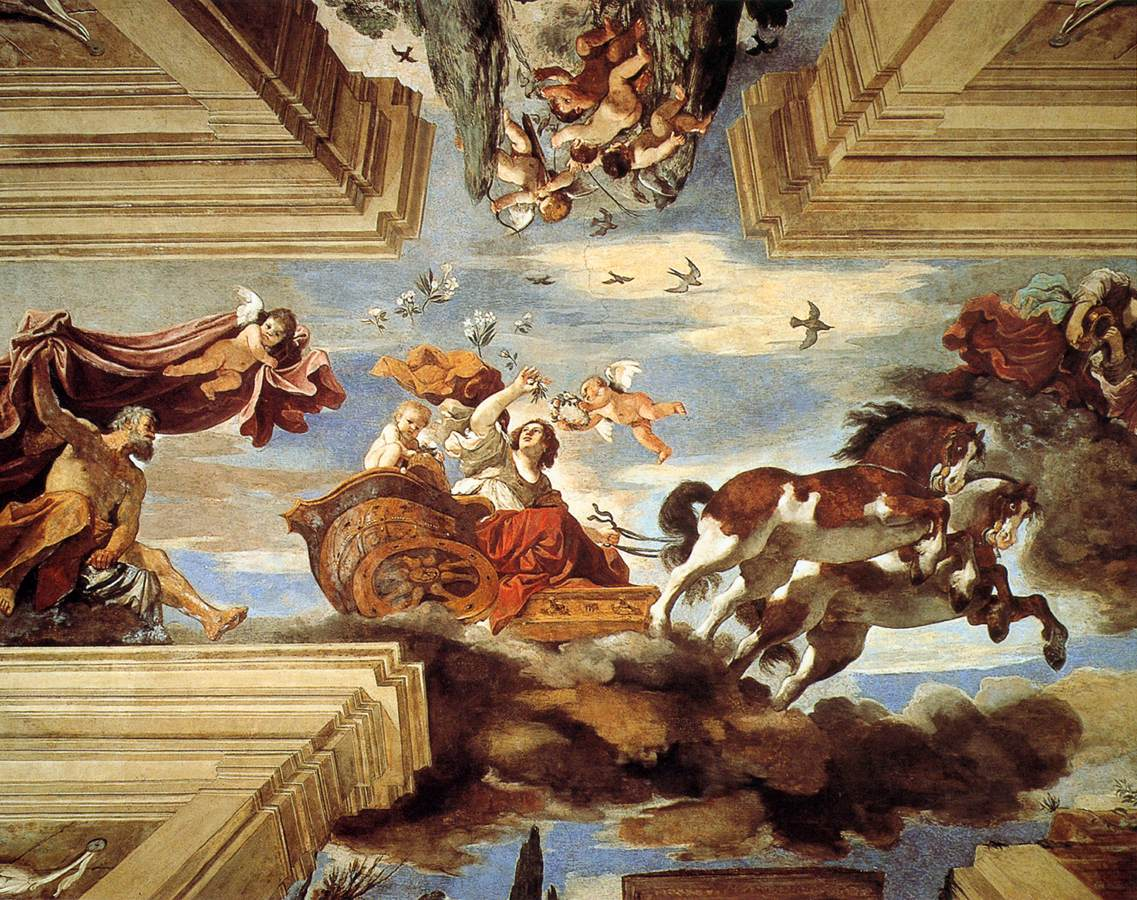
天花板壁画《奥罗拉》，1621年，今藏于意大利罗马卢多维西别墅赌场
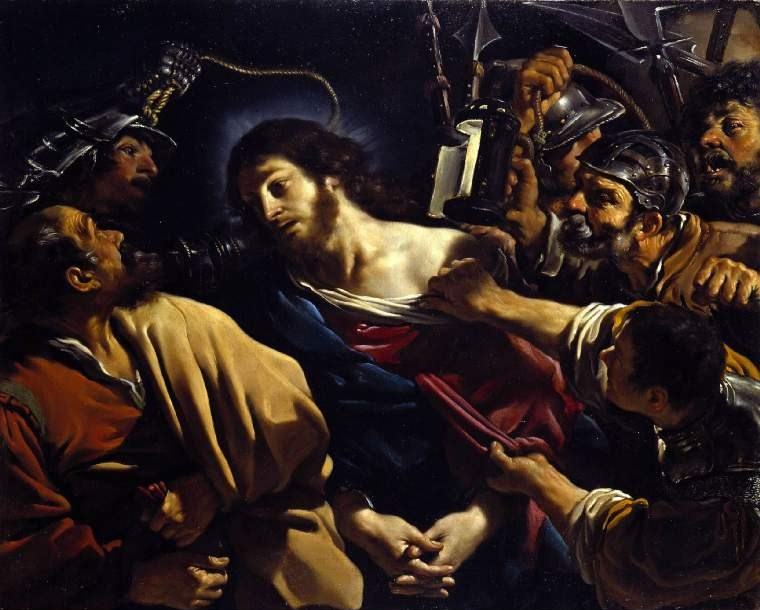
《逮捕基督》，1621年
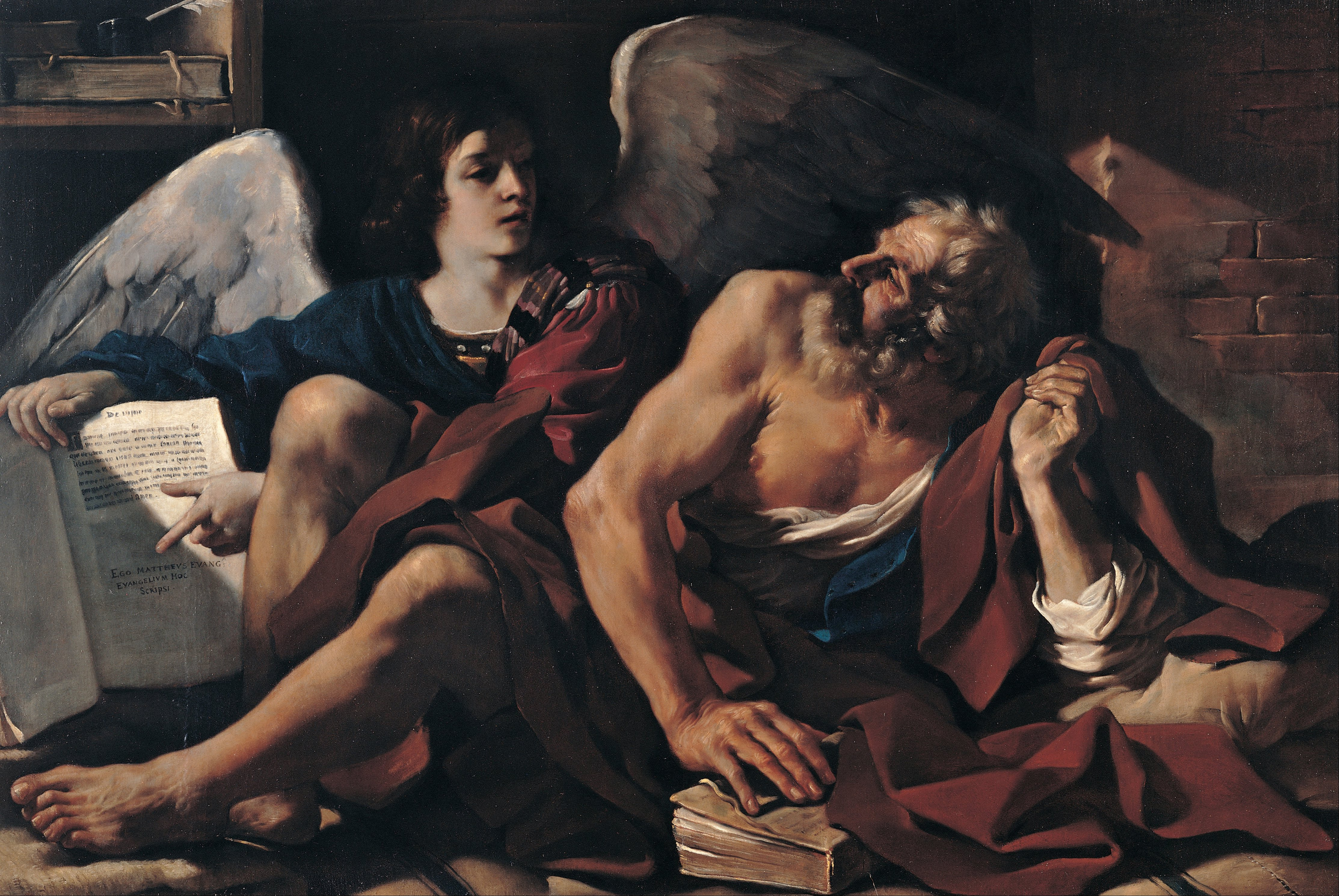
《圣马太与天使》，1622年
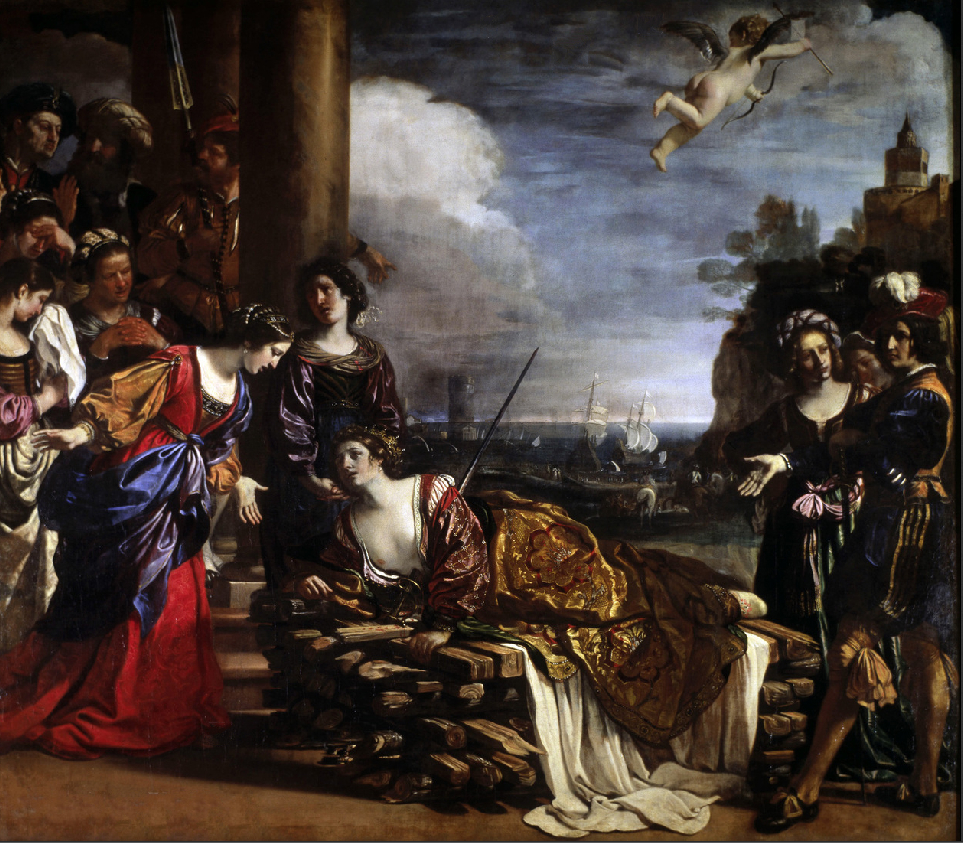
《狄多之死》，1631年
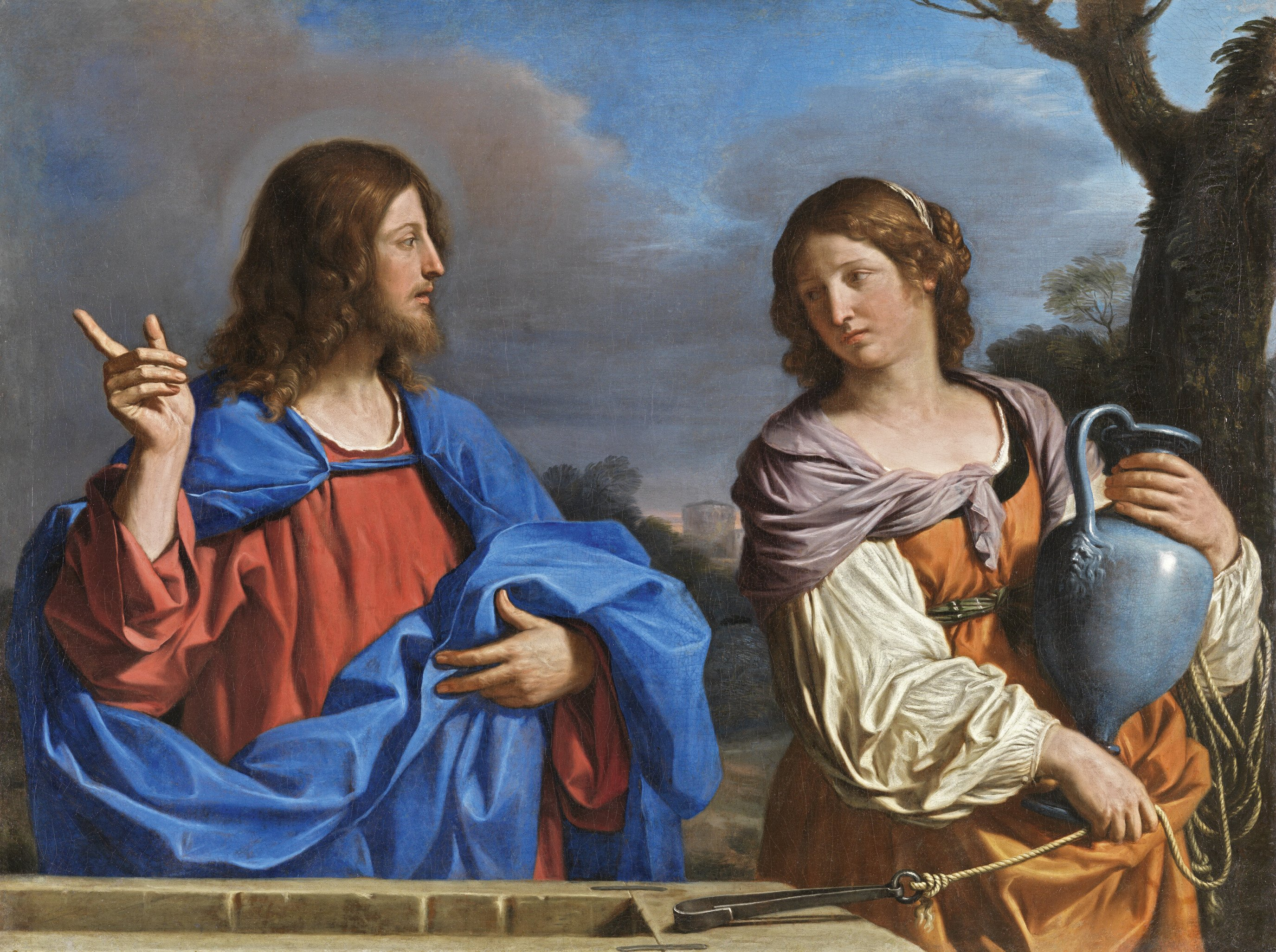
《基督与撒马利亚妇女》，约1640–1641年
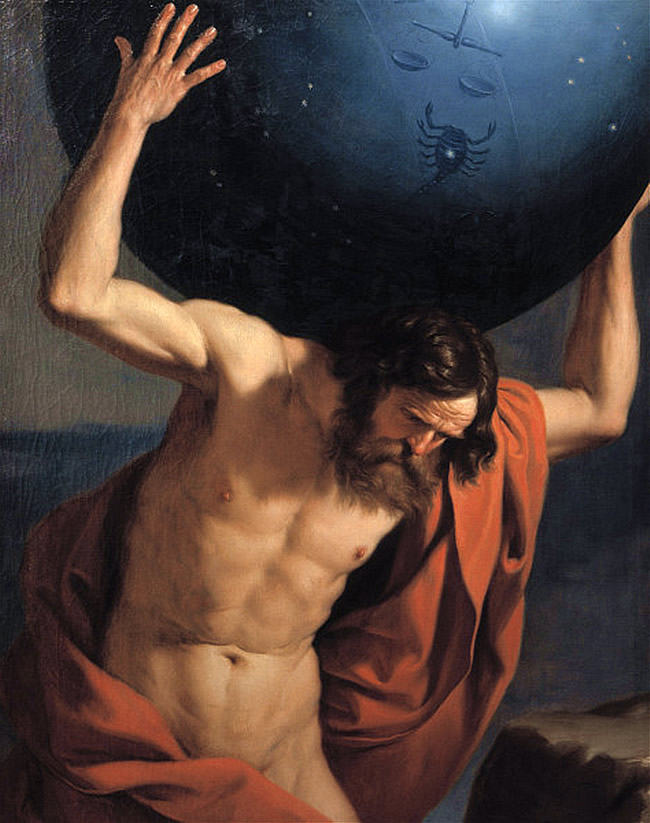
《阿特拉斯举起天球仪》，1646年
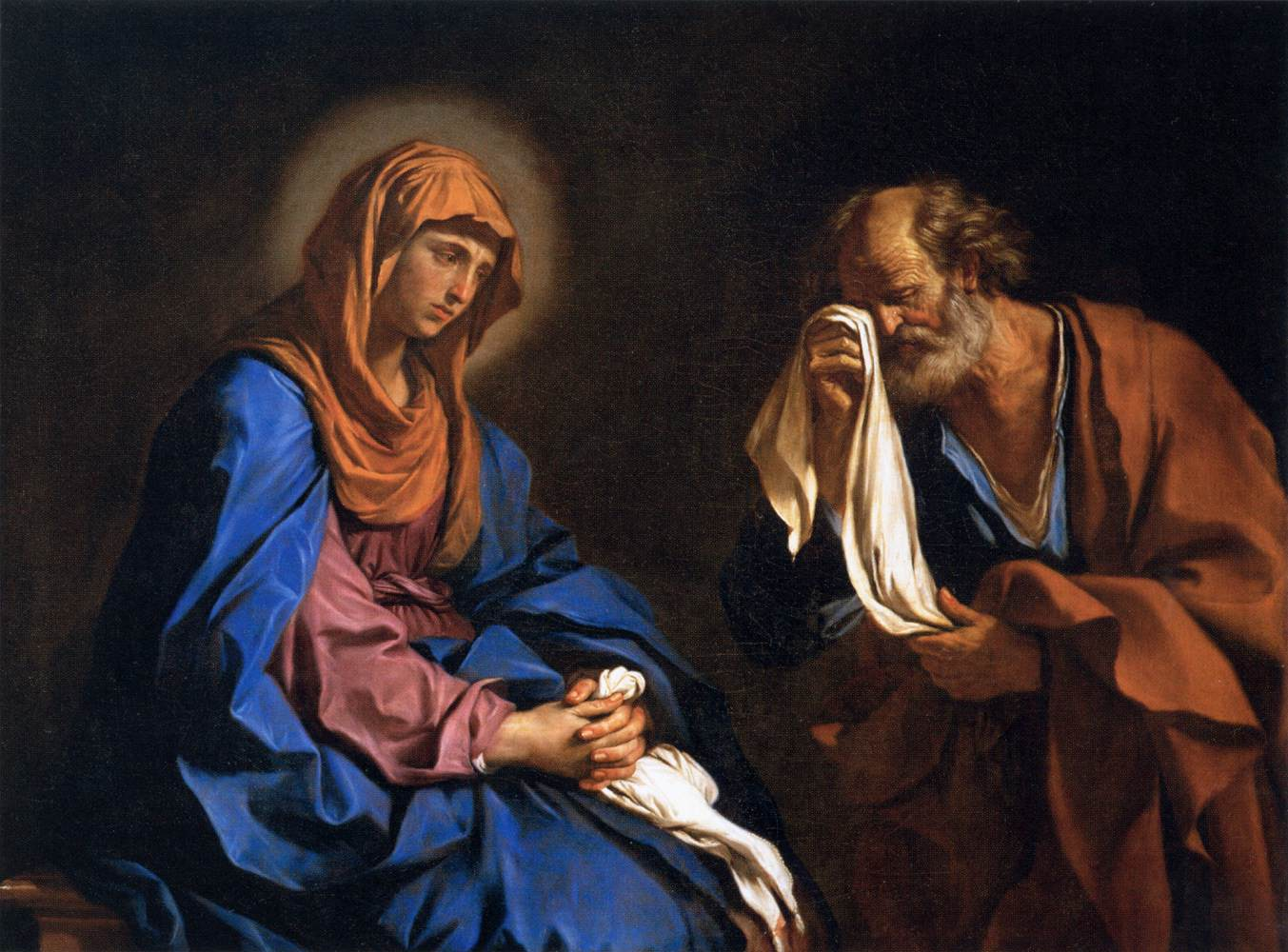
《圣彼得在圣母前哭泣》，1647年
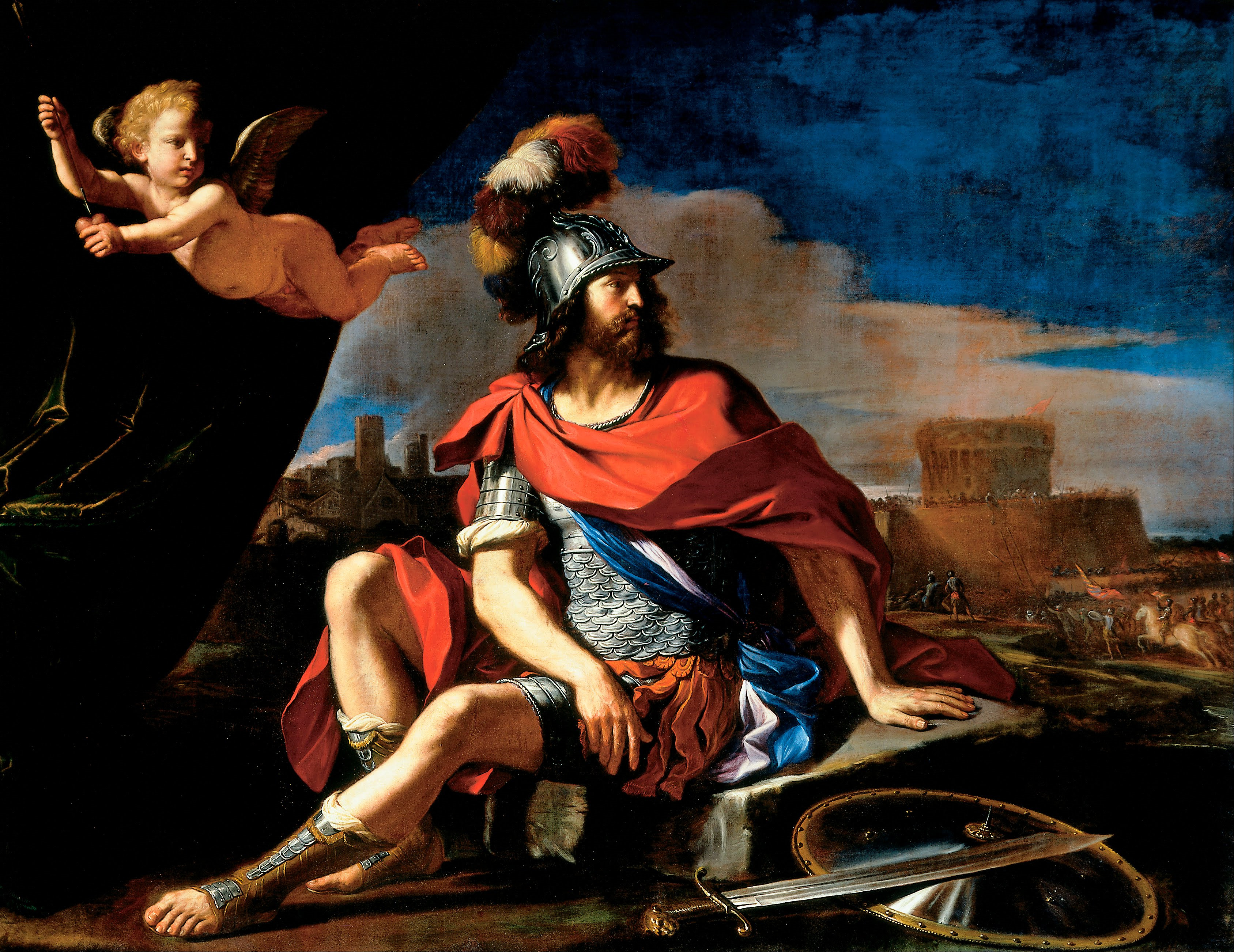
《玛尔斯与丘比特》，1649年
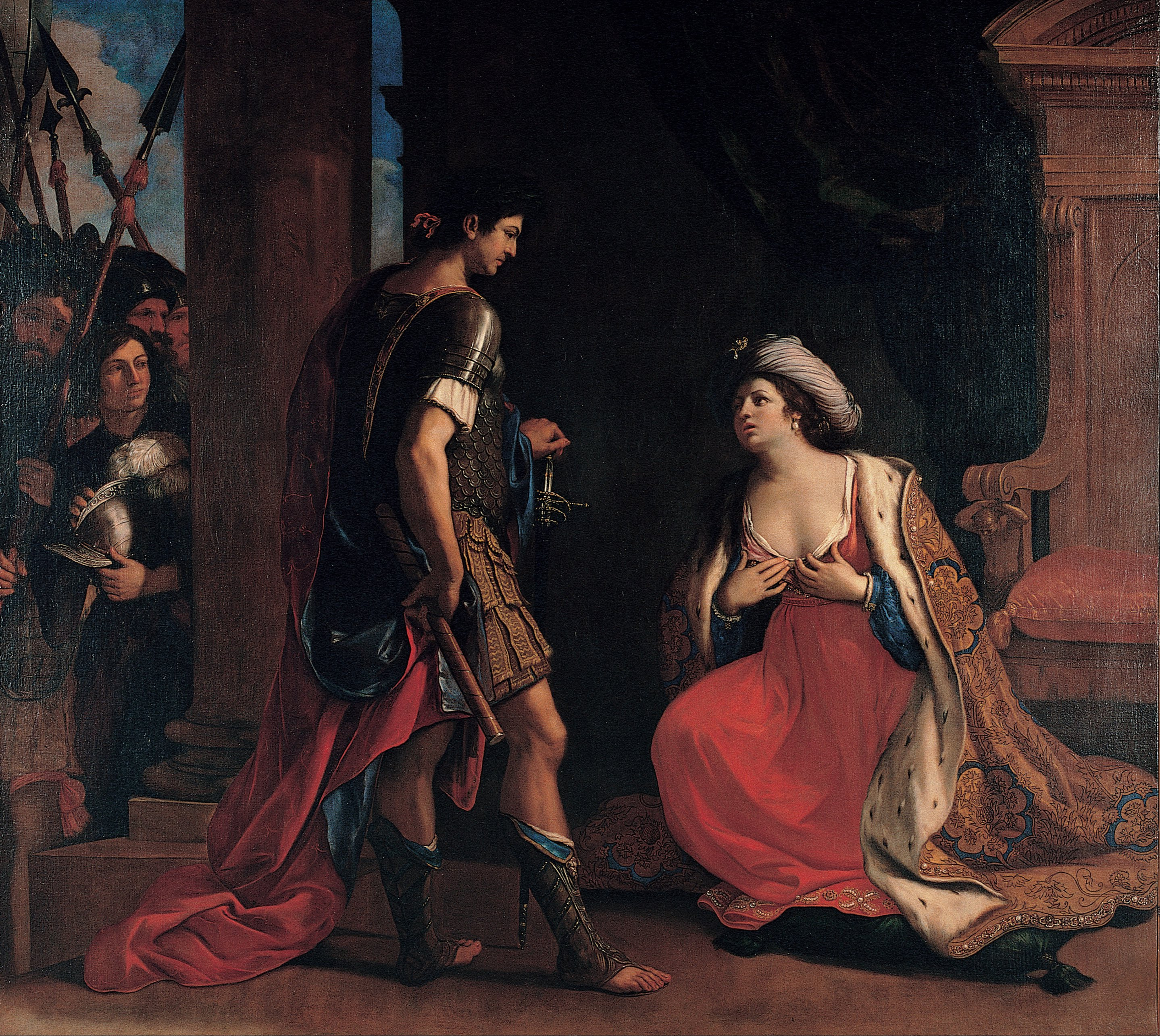
《克娄巴特拉与屋大维》，1649年
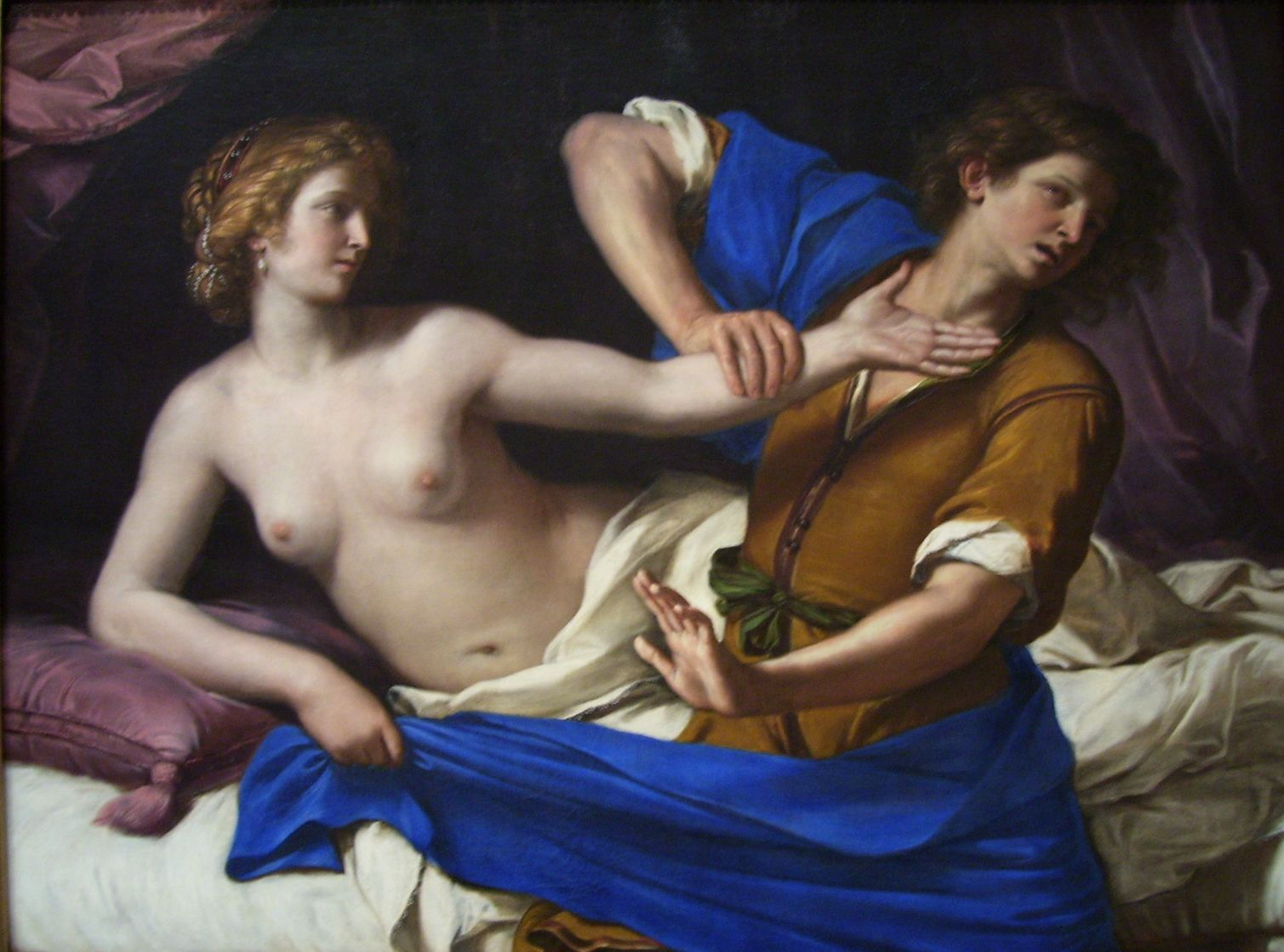
《约瑟和波提乏的妻子》，1649年，今藏于美国国家美术馆
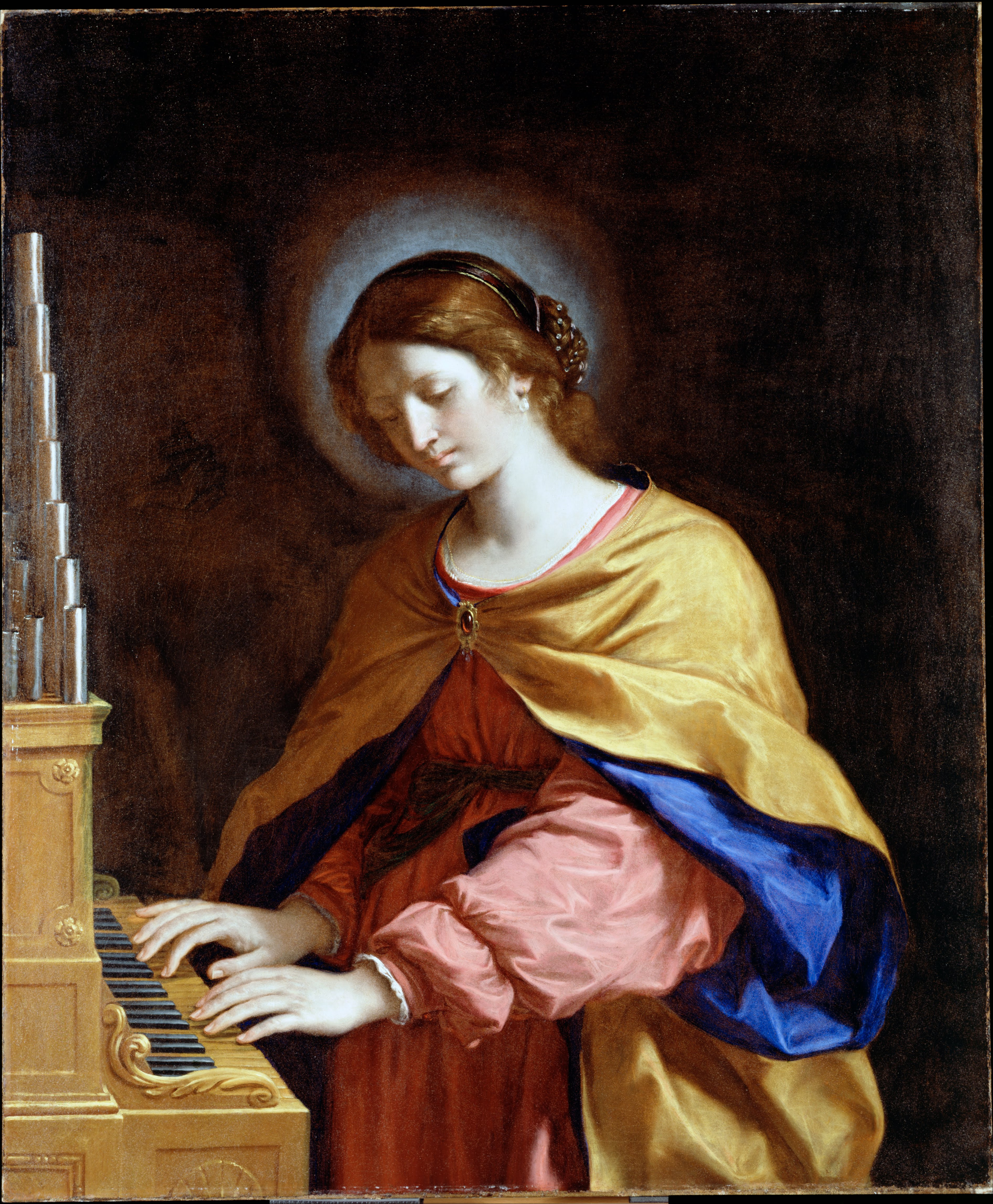
《圣则济利亚》，1649年
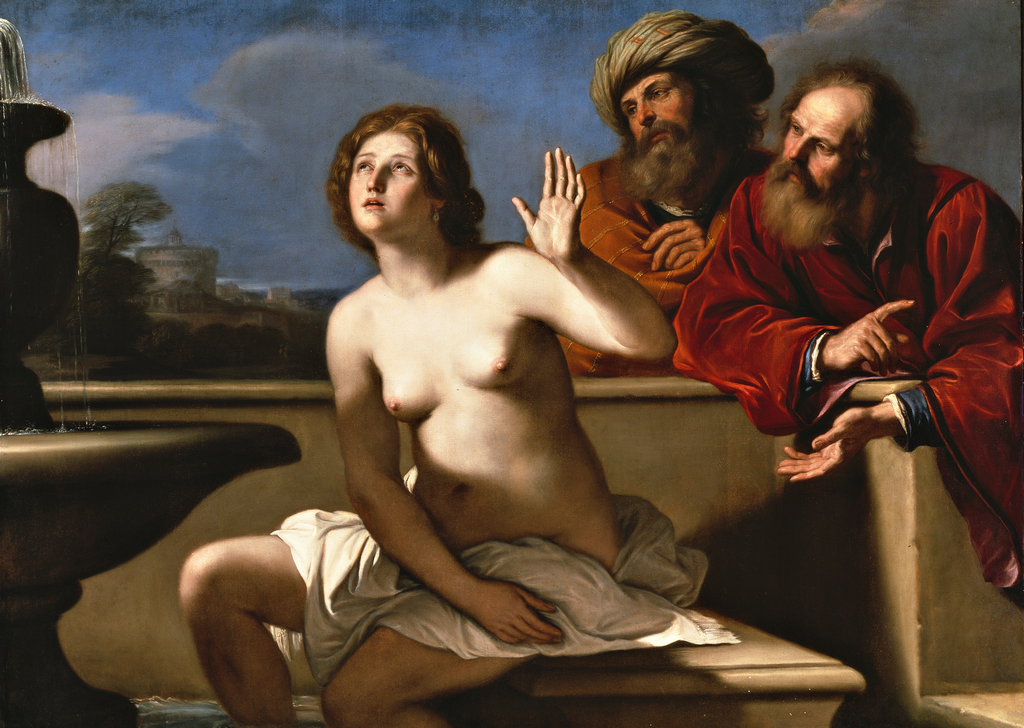
《苏珊娜与长老》，1650年
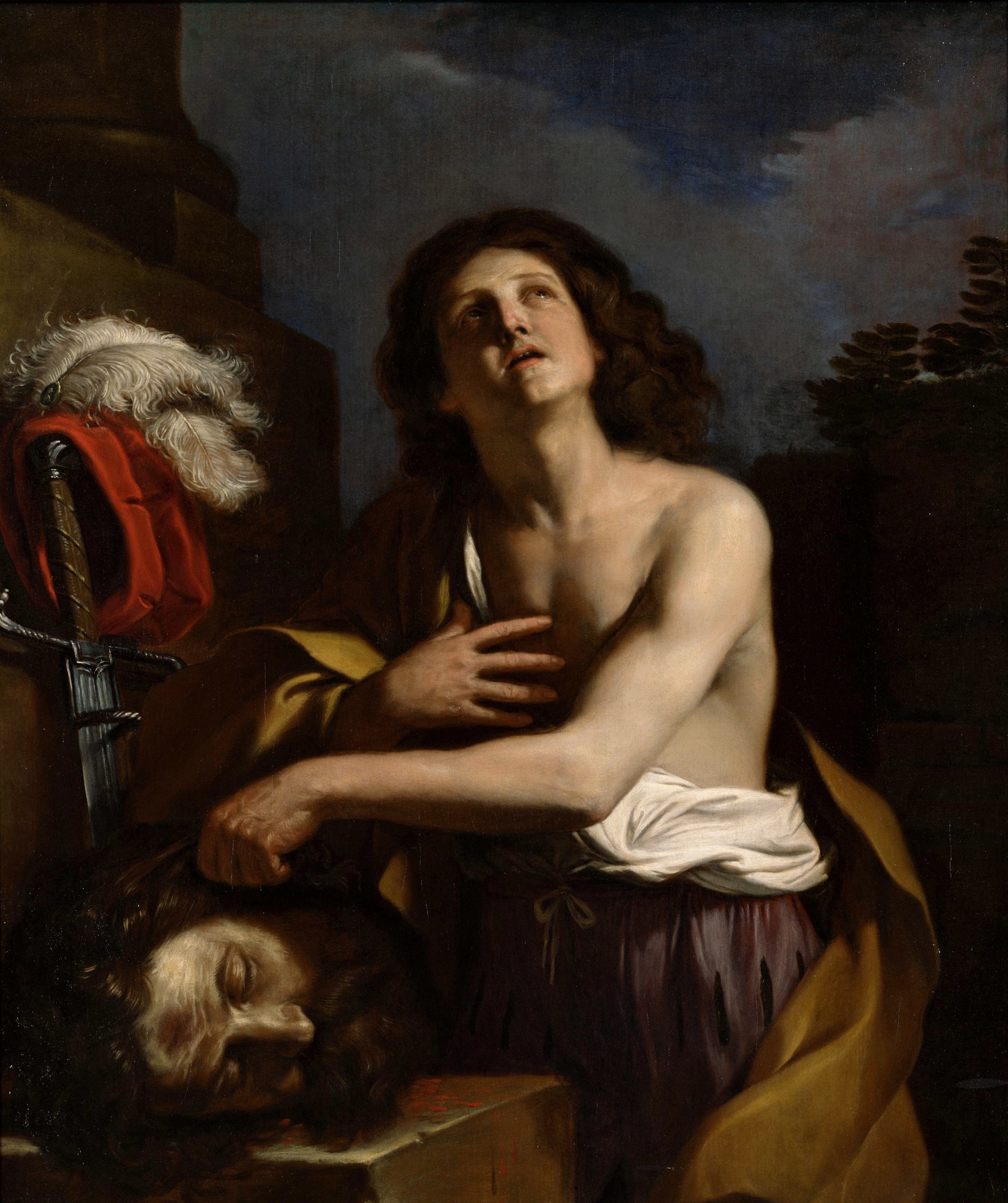
《大卫与歌利亚的头颅》，约1650年
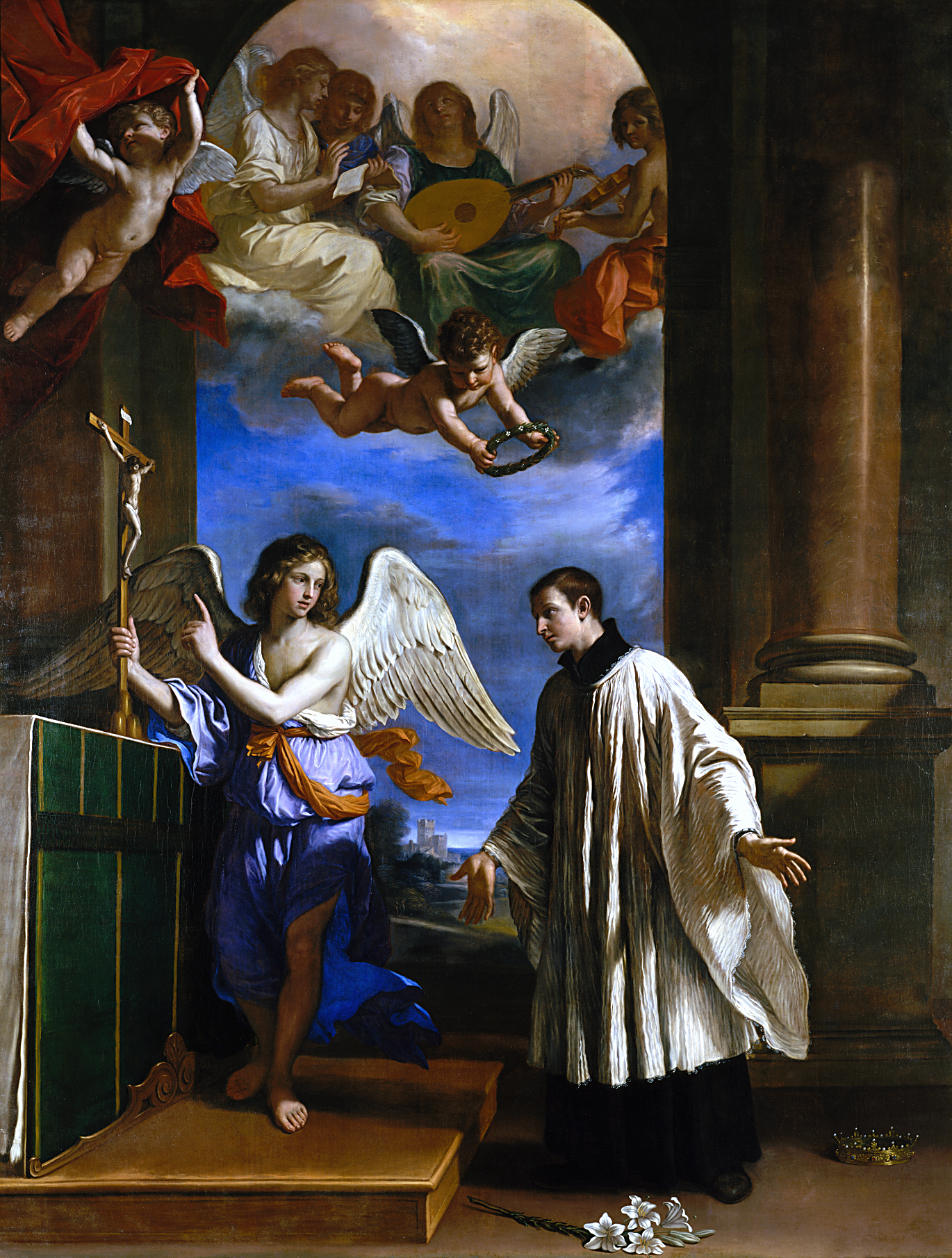
《圣圣类思·公撒格的圣召》，1650年
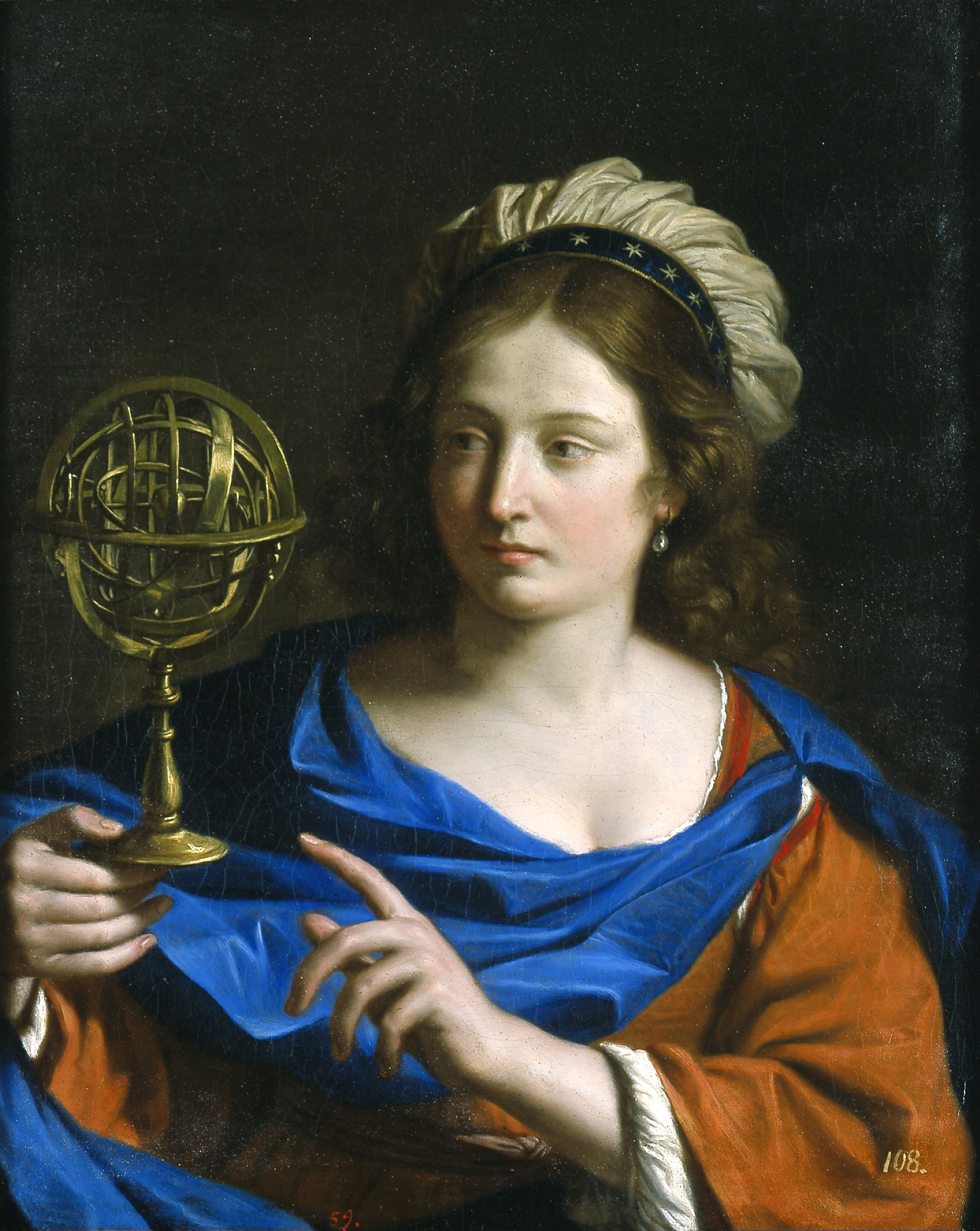
《占星术的象征》，约1650–1655年，今藏于美国德克萨斯州布兰顿艺术博物馆（英语：Blanton Museum of Art）
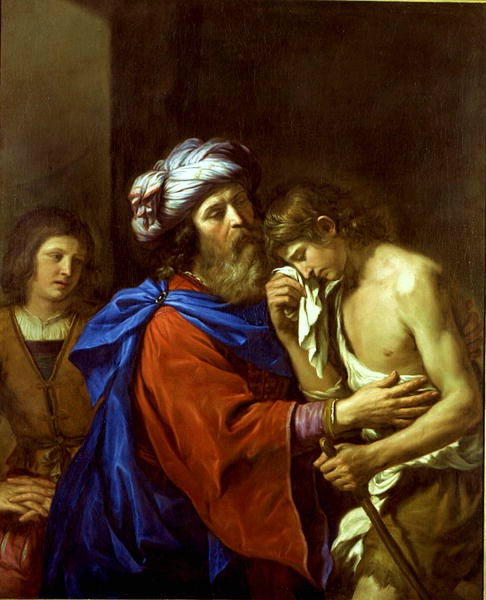
《浪子回头》，1651年
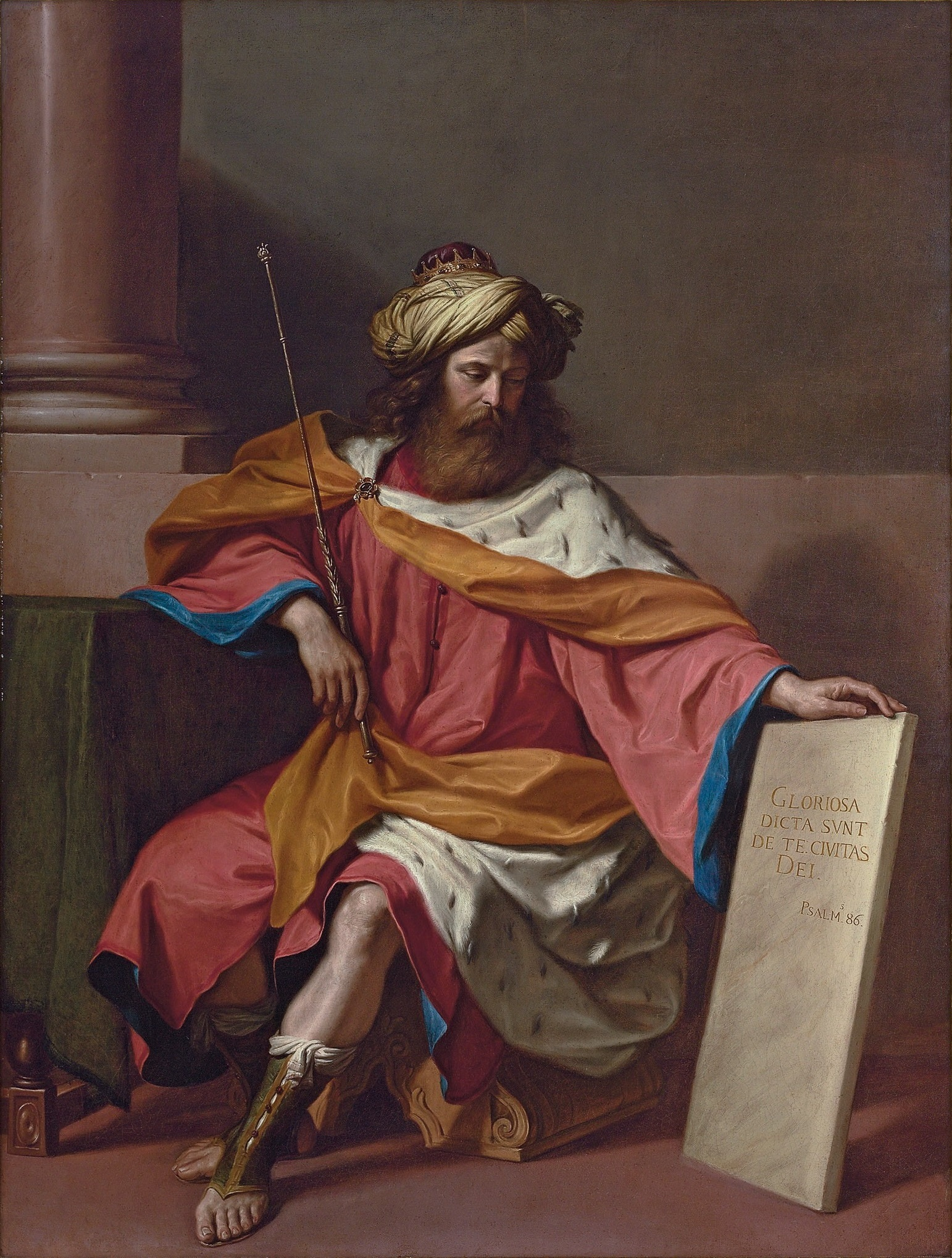
《大卫王》，1651年
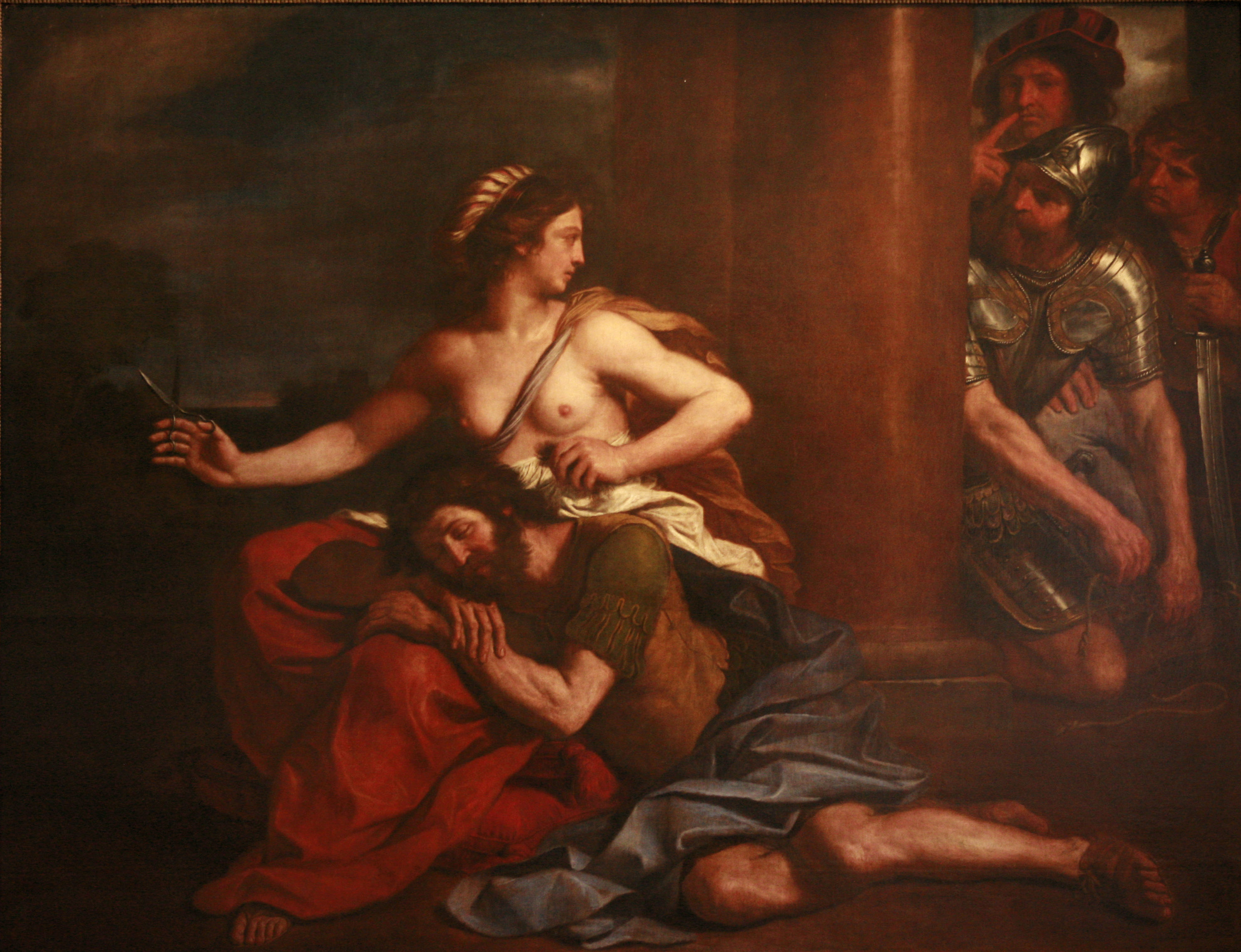
《参孙与大利拉（英语：Samson and Delilah (Guercino)）》，1654年
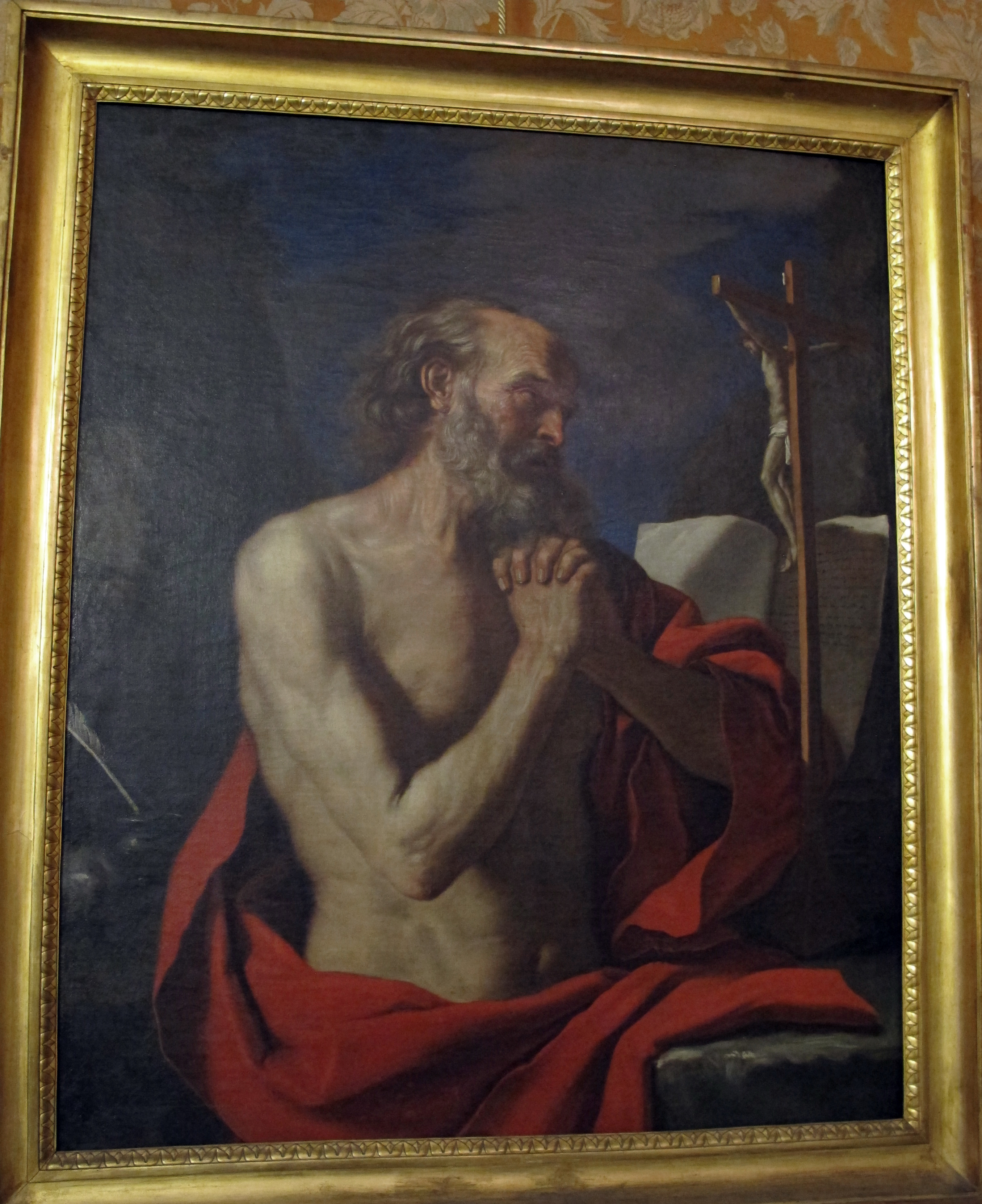
《圣哲罗姆（英语：Saint Jerome (Guercino)）》，约1640–1650年